# ザウバー・C13
ザウバー・C13 (Sauber C13) は、ザウバーが1994年のF1世界選手権に投入したフォーミュラ1カー。デザイナーはアンドレ・デ・コルタンツとレオ・レス。

## 概要

### 開発
登場時のC13は旧C12と外見上の見分けがつかないほど似ていたが、サスペンション・ジオメトリーが見直され、空力性能も細かい改良がされていた。
エンジンは前年と同じくイルモア製V10を搭載するが、メルセデス・ベンツがF1復帰を正式表明したことにより、エンジン銘柄が「ザウバーエンジン」から「メルセデス・ベンツエンジン」に変更された。開発者のマリオ・イリエンはこの年のエンジンについて、「'94年最終戦の時点で我々のエンジンは122.6kgという軽量だった。来年(1995)は規則で排気量が3000ccに下げられるので、もっと小さくて軽いものになると思う。」と発言しており、V10エンジンの重量とサイズには自信を持っていた。なお、1994シーズン中にイルモアがザウバーチーム用に製作したメルセデス・ベンツエンジンは計35基だったとも述べている。
C13の完成はどのチームよりも早く、'93年12月13日-16日に行われたエストリル合同テストで実走テストが開始された。ペーター・ザウバーは「変化が無いように見えるけど、フロントサスペンションと空力面を中心にモノコック全体を新たに造り直している。ギアボックスはイタリアGPから投入した新しいタイプを使用している。どこもまだ94年仕様を投入していない中で良い性能を見せてくれたので、満足してるよ。」と展望を語った。シェイクダウンを担当したエース、カール・ヴェンドリンガーは「このテストで旧型のC12と乗り換えながらブレーキからウィング、ディフューザー、サイドプレートとあらゆる比較検証をして、C13は確実にC12よりグリップを増していると確認できた。低速コーナーと高速コーナーで挙動が違いすぎるとか、そういった妥協点を煮詰めるべきポイントも少なくないけどね。満足できる出来だ。」と評した。
チーム名は「ブローカー・ザウバー・メルセデス」として出発したが、スポンサーの契約不履行によりシーズン途中で「ザウバー・メルセデス」に変更。同郷スイスの企業であるスウォッチ・グループがスポンサーになり、マシンにティソのスポンサーロゴが描かれた。
第6戦カナダGPでは、このレースでF1参戦200戦を迎えたアンドレア・デ・チェザリスを祝うスペシャルカラーリングで出走した。第9戦ドイツGPからはサイドポンツーン周辺に無数の水玉模様が描かれるようになったが、この中で赤いドットは獲得した選手権ポイント数を現しており、白いドットが徐々に赤いドットで染まっていくギミックが仕込まれていた。

### 1994年シーズン
ドライバーは前年から継続参戦するカール・ヴェンドリンガーと、ベネトンへ移籍したJ.J.レートの後任としてハインツ＝ハラルド・フレンツェンがF1デビューを果たした。フレンツェンはかつてメルセデス・ジュニアチームでの英才教育を受けており、ミハエル・シューマッハ、ヴェンドリンガーとともに「メルセデスの若手三羽烏」がF1に揃い踏みした。
フレンツェンはデビューレースのブラジルグランプリでいきなり予選5番手につけ周囲に衝撃を与えるも、決勝ではリタイアした。第15戦日本GPでは全日本F3000時代に走りなれた鈴鹿サーキットで予選3位を獲得（決勝は6位）。最終的には4度の入賞を果たし、チームのエースに成長する。
チームメイトのヴェンドリンガーも開幕戦で6位、第3戦サンマリノグランプリで4位と3戦中2戦で入賞。波に乗ったかに見えたが、第4戦モナコグランプリのフリー走行中にヌーベルシケインでクラッシュして意識不明の重体に陥り、一生意識が戻らないとも言われた。その後、一命は取り留め数週間後に意識も回復したが、残りのシーズンすべてを欠場することとなった。
クラッシュの際、ドライバーの頭部が剥き出し状態であった事が重傷を負った原因とチームが独自に判断したこともあり、翌第6戦からコックピットの両脇に頭部の安全を守る「サイドプロテクター」を自主的に装着するようになった。この「サイドプロテクター」は1996年からレギュレーションに加えられた。
ヴェンドリンガーの代役として第6戦-第14戦はアンドレア・デ・チェザリス、残りの2戦はJ.J.レートが起用された。デ・チェザリスはフランスGPで6位に入賞した。チームの獲得ポイントは前年に並んだものの、コンストラクターズランキングは1つ下降し8位となった。
最終戦終了後、チームからフレンツェンにC13が1台プレゼントされた。これはペーター・ザウバーが「もしシーズン中にレースで表彰台に立てたらそのマシンを記念にプレゼントするよ。」と約束しており、フレンツェンの最高成績は4位だったが、彼のシーズン中の走りに十分満足していたザウバーがフレンツェンへのサプライズとして贈ったものだった。
後年のペーター・ザウバーの証言では、この1994年は前年よりメルセデスがサウバーへの投資額を大幅に増大させていたが、その反面メルセデスのスポーツディレクター、ノルベルト・ハウグの発言力が増大し、ペーター・サウバーとの関係が悪化する一方だったという。これによりスポーツカー時代から8年以上にわたって抜群のパートナー関係を続けてきた両者の関係は修復不可能にまでなり、メルセデスはザウバーを「捨てて」新たにマクラーレンと提携することを発表した。ザウバーは1995年開幕前のインタビューで、「とても強靭な橋でつながっていると思っていたものが、ことごとく破壊されて今では一本のロープも通っていない状況ですよ。長年のパートナーと離婚するようなものです。実際に私もその経験があるのですが。チームのみんなもかなり傷ついているようですが、出来るだけ前向きに物事を考えることが肝心なのです。幸運にも、フォードと組むことが出来るという打開策が見つかったので、いい方向に向かうと思いますよ。」と心情を吐露している。

## スペック

### シャーシ
- シャーシ名 C13
- タイヤ グッドイヤー
- ギヤボックス 6速トランスミッション

### エンジン
- エンジン名 メルセデス・ベンツ2175B
- 排気量 3,500cc
- 気筒数・バンク角 V型10気筒・75度
- 燃料 カストロール
- 潤滑油 カストロール

## 成績
| 年   | No. | ドライバー       | 1   | 2   | 3   | 4   | 5   | 6   | 7   | 8   | 9   | 10  | 11  | 12  | 13  | 14  | 15  | 16  | ポイント | ランキング |
| 年   | No. | ドライバー       | BRA | PAC | SMR | MON | ESP | CAN | FRA | GBR | GER | HUN | BEL | ITA | POR | EUR | JPN | AUS | ポイント | ランキング |
| ---- | --- | ---------------- | --- | --- | --- | --- | --- | --- | --- | --- | --- | --- | --- | --- | --- | --- | --- | --- | -------- | ---------- |
| 1994 | 29  | ヴェンドリンガー | 6   | Ret | 4   | DNS |     |     |     |     |     |     |     |     |     |     |     |     | 12       | 8位        |
| 1994 | 29  | デ・チェザリス   |     |     |     |     |     | Ret | 6   | Ret | Ret | Ret | Ret | Ret | Ret | Ret |     |     | 12       | 8位        |
| 1994 | 29  | レート           |     |     |     |     |     |     |     |     |     |     |     |     |     |     | Ret | 10  | 12       | 8位        |
| 1994 | 30  | フレンツェン     | Ret | 5   | 7   | WD  | Ret | Ret | 4   | 7   | Ret | Ret | Ret | Ret | Ret | 6   | 6   | 7   | 12       | 8位        |

- 太字はポールポジション、斜字はファステストラップ。(key)